# Gabriella Pavarotti
Gabriella Pavarotti, detta Lella (Modena, 23 aprile 1940 – Modena, 23 giugno 2013), è stata una pallavolista italiana, sorella minore del tenore Luciano, campionessa d'Italia di pallavolo negli anni 1957, 1958 e 1959.

## Biografia
Allieva dell'Istituto Magistrale come il fratello Luciano, con lui frequenta la società di atletica La Fratellanza e il Circolo Sportivo Avia Pervia, in Viale Monte Kosica. Su questi campi nel 1955 conosce l'Audax Modena e comincia a giocare con loro, sebbene abbia appena superato una selezione dell'Indomita.
Con l'Audax vince tre scudetti consecutivi negli anni 1957, 1958 e 1959.
Per molti anni insegna educazione fisica al Liceo-Ginnasio San Carlo di Modena ed all'ISEF di Bologna, sapendo creare un rapporto di speciale simpatia con le migliaia di studenti, molti dei quali mantengono i contatti con lei. Per essi crea e organizza attività extrascolastiche, tra le quali il “Coro dei ragazzi del San Carlo”.
È morta il 23 giugno 2013 all'ospedale di Baggiovara, per lo stesso male che aveva colpito il fratello. Il sindaco Giorgio Pighi ha partecipato alla messa esequiale nella chiesa parrocchiale cittadina di San Paolo, insieme ad Adua Veroni, Nicoletta Mantovani, Mirella Freni, Andrea Griminelli, personalità sportive e molti ex studenti del Liceo Ginnasio San Carlo. La sepoltura è nella cappella di famiglia, con Luciano e i genitori, nel cimitero di Montale Rangone. L'attività sportiva dell'atleta venne commemorata in occasione della prima partita di campionato della Liu·Jo Modena.